# Chrysocraspeda dysmothauma
Chrysocraspeda dysmothauma är en fjärilsart som beskrevs av Louis Beethoven Prout 1932. Chrysocraspeda dysmothauma ingår i släktet Chrysocraspeda och familjen mätare. Inga underarter finns listade i Catalogue of Life.